# Teaterhögskolan i Malmö
Teaterhögskolan i Malmö er en teaterskole og institution ved Lunds Universitet, der har til huse i Malmö, og som uddanner skuespillere og dramatikere. Institutionen er én blandt fire teaterakademier i Sverige. I perioden 1964–1986 hed skolen Statens Scenskola i Malmö.
Det kunstneriske fakultet i Malmö er ét blandt otte fakulteter på Lunds Universitet og indeholder foruden Teaterhögskolan også Konsthögskolan, Musikhögskolan, eksperimentlaboratoriet Inter Arts Center og Körcentrum Syd. De kunstneriske fakulteter tilbyder kandidat-, magister- og masteruddannelser, postgraduate uddannelser og forskning med et kunstnerisk tilsnit.

## Historie
Skuespilleruddannelsen i Malmö begyndte oprindeligt (i 1944) som elevskole på Malmö stadsteater samme år som teatret blev indviet. Det var en indvielse, der gav stor medieopmærksomhed, først og fremmest fordi der var tale om et teaterhus med Nordeuropas største salon, åbnet midt under 2. verdenskrig. Derimod fik selve elevskolen ikke så meget opmærksomhed, men blev hovedsageligt nævnt på bestyrelsesniveau, med primær fokus på økonomiske spørgsmål. 
Formålet med elevskolen var først og fremmest at rekruttere nye skuespillere til teatret og hermed være en "udklækningsskole". Men i betragtning af at forholdene ikke var de bedste, og at økonomien fra starten var minimal, var der i høj grad tale om et stædigt pionerarbejde fra alle implicerede. Der var ingen særlige undervisningslokaler, og uddannelsesprocessen (der var ikke tale om en uddannelse i gængs forstand) varede kun to år. 
I 1952 oplevede skolen en egentlig opgangstid, da Ingmar Bergman kom til Malmö Stadsteater og lagde sit  engagement i elevskolen. Han skrev specielle øvelsesspil til eleverne, f.eks. Trämålning, som han senere på egen hånd videreudviklede til filmklassikeren Det sjunde inseglet. Bergmans flerårige aktiviteter på teatret øgede blandt andet interessen for teatret og skolen, både i medierne og i antallet af ansøgninger til skolen.
I 1964 blev Stadsteatrets elevskole omskabt på samme Bergmans initiativ, da han blev leder af Dramaten i Stockholm og ønskede at løsrive Dramatens elevskola fra teaterdriften, for at skabe en selvstændig teaterskole. I denne nye ånd opførtes nye teaterskoler eksempelvis Teaterhögskolan i Stockholm, Teaterhögskolan i Göteborg og ligeledes skolen i Malmö. 
I et samspil med Universitetsreformen i Sverige fra 1977 blev skuespilleruddannelsen lagt under Lunds Universitets regi, og den officielle titel Statliga Scenskolan blev i 1986 formelt ændret til Teaterhögskola.

## Beliggenhed
Teaterhögskolan i Malmö ligger i Mazettihusets store bygninger på Bergsgatan, hvor den flyttede til i 2007, fra den tidligere hjørnebygning på Stora Nygatan, nabo til storcentret Hansa. Teaterskolen har i tidligere år måttet bruge forskellige scener i byen til teaterforestillinger – især Södra teatern, Victoriateatern og siden 1980'erne deres eget Teater Fontänen ved Fridhemstorget – og med flytningen fik den sin egen scene, direkte ved siden af de andre lokaler på- og ved Bryggeriteatern.

## Uddannelser
- Bacheloruddannelse i skuespil: denne grundlæggende skuespilleruddannelse har været en fast del siden starten i 1944 og formet mange af Sveriges største skuespillere. I løbet af 2010'erne er den blevet videreudviklet til en kandidatuddannelse, hvor der er mulighed for en fordybelse af et emne. Hvert år ansøger mere end 800 personer om at få plads på de i alt 12 ledige pladser i Malmö.

- Bacheloruddannelse i scenekunst og dramatisk skrivekunst: Siden 1998 har Teaterakademiet i Malmö, som den eneste teaterskole i landet, også en dramatiker-uddannelse. Oprindeligt var den 1-årig, men har siden 2004 været 3-årig. Uddannelsen fokuserer på samspillet mellem dramatisk skrivekunst og skuespillerens arbejdsproces. Også her er der mulighed for en kandidatuddannelse.

- Teaterteori og -praksis. Et nyoprettet program i begyndelsen af 2010'erne, hvor fokus er på grænseområdet mellem teaterkunstens teori og praksis. Programmet indeholder et uddannelsessamarbejde med kulturkompleksets Inter Arts Center og Sprog- og Litteraturcentret ved Lunds Universitet. Teaterhögskolan i Malmö er den eneste institution i Sverige, der tilbyder uddannelsen og giver mulighed for en doktordisputat.

- Derudover tilbydes kortere specialkurser for eksempel i filmskuespil.

### Stipendium
Gennem Lars Passgårds mindefond uddeler skolen årligt elevlegater til minde om den tidligere elev og skuespiller Lars Passgård.